# Popillia ardoini
Popillia ardoini är en skalbaggsart som beskrevs av Frey 1971. Popillia ardoini ingår i släktet Popillia och familjen Rutelidae. Inga underarter finns listade i Catalogue of Life.